# 許聖迪
許聖迪（Sheng-Ti Hsu，1988年—），屏東萬丹人，臺灣地理學者、老師。現為武陵高中教師，過去曾任教於高雄女中、屏東高中。與王御風等人合著《和風吹撫的港市：打造高雄日人的故事》一書。

## 生平
許聖迪自小就對人文地理學充滿興趣，高中時曾與同學積極參與高中地理奧林匹亞競賽。當時針對屏東慈鳳宮的阿猴媽祖文化季做了一番研究，研究成果也刊載在屏中學報上頭。
2013年，許聖迪於金門教育局擔任替代役（教育服務役），隨著每天工作的推行，許聖迪也趁機協助校外會支援各項社區活動，探究金門的文史資料，2014年4月榮獲教育部年度績優役男。
針對金門漸漸被拆除的軍事史跡，曾多次投書媒體，提醒文史正在逝去。此外，許聖迪也積極參與在地活動，包含不少攝影比賽。許聖迪退役後，回到臺灣從事教職工作，仍不忘呼籲搶救金門史蹟，像是2016年曾投書，呼籲搶救金門花崗石醫院。
許聖迪在雄女四年服務期間，蒐集雄女老照片、教師訪談、尋找老校友訪談、史料搜羅比對，慢慢拼湊整理出日本時代成立的「高雄高等女學校」歷史，進而出版成書。
2016年4月，許聖迪同時考取建國中學及武陵高中之專任資格。當年8月，許聖迪開始於武陵高中執教。
2023年，於武陵高中擔任社團活動組長，透過各種方法糾正社團不合理的行為，維持良好的社團風氣，但也因此遭受偏激學生不理性的批評。

## 著作
- 《和風吹撫的港市：打造高雄日人的故事》（2017，我己文創有限公司，ISBN 9789860538984）
- 《帝國最南：高雄高等女學校》（2017，高雄市立歷史博物館，ISBN 9789860538755）

## 專文
- 許聖迪、郭景珣、陳昱杉，淡水河右岸的觀光資源分析與觀光市場潛力之探討（「環境監測與防災學程」小論文競賽）[13]
- 李素馨、侯錦雄、許聖迪、郭景珣，逃避主義與開發新樂園的辯證 : 台中公園地景的型塑（《地理研究》 第56期 民國101年5月）
- 許聖迪、郭景珣，從人與地方性的關係看樂生療養院搬遷問題（《地理教育》 第37期）
- 許聖迪，大學指考地理科試題與高中地理教科書之相關性分析(2002-2014)
- 許聖迪，從前金到萬金——推測天主教郭德剛神父的佈教路線（屏東文獻 ； 18期 (2014-12- 01) ）[14]
- 許聖迪，從哈瑪星到苓雅寮：高雄高等女學校校地變遷與寄宿舍
- 許聖迪，老照片看地景──日本時代高雄州立高雄高等女學校 的校園景觀（《高雄文獻》 第二期第四卷）[15]